# Ардонское городское поселение
Ардонское городско́е поселе́ние — муниципальное образование в Ардонском районе Северной Осетии Российской Федерации.
Административный центр — город Ардон.

## История
Статус и границы городского поселения установлены Законом Республики Северная Осетия-Алания от 5 марта 2005 года № 12-рз «Об установлении границ муниципального образования Ардонский район, наделении его статусом муниципального района, образовании в его составе муниципальных образований - городского и сельских поселений и установлении их границ»

## Население
| 2010    | 2011    | 2012    | 2013    | 2014    | 2015    | 2016    |
| ------- | ------- | ------- | ------- | ------- | ------- | ------- |
| 18 774  | ↗18 786 | ↗18 912 | ↗19 095 | ↗19 201 | ↗19 453 | ↗19 513 |
| 2017    | 2018    | 2019    | 2020    | 2021    | 2023    | 2024    |
| ↗19 556 | ↗19 597 | ↘19 519 | ↘19 485 | ↘19 128 | ↘19 093 | ↗19 119 |
| 2025    |         |         |         |         |         |         |
| ↗19 134 |         |         |         |         |         |         |

## Состав городского поселения
| № | Населённый пункт | Тип населённого пункта        | Население |
| - | ---------------- | ----------------------------- | --------- |
| 1 | Ардон            | город, административный центр | ↗18 960   |
| 2 | Бекан            | посёлок                       | ↗174      |